# San Diego Convention Center Corporation
La Corporación del Centro de Convenciones de San Diego es una organización pública sin fines de lucro que opera y mantiene al Centro de Convenciones de San Diego y al San Diego Concourse. Su subsidiaria, San Diego Theaters, Inc., maneja al San Diego City Theater. La corporación fue creada en 1984 por el gobierno de la ciudad de San Diego, California. Su junta ejecutiva de directores es seleccionada por el alcalde y el concejal de la ciudad de San Diego. 